# Disney Channel (Italia)
Disney Channel fue un canal de televisión italiano. Disney Channel Italia también incluyó un servicio de Timeshift de +1 hora (Disney Channel +1), un servicio Timeshift de +2 horas (Disney Channel +2), un canal para niños preescolares (Disney Junior Italia), un canal de audio en inglés con subtítulos (Disney en inglés), y un canal para los adolescentes varones (Disney XD Italia). El 3 de diciembre de 2011, Disney Cinemagic lanzó como un bloque en Sky Cinema Family.
Disney Channel Italia se transmitió en directo en Sky Go. Esta aplicación permite al espectador ver en directo algunos canales de Sky, como FOX, Discovery y Disney Channel.
Finalmente, después del lanzamiento de la plataforma de streaming Disney+ el 24 de marzo de 2020, y debido al fin de licencias de distribución con Sky Italia, Disney Channel cerró permanentemente en Sky Italia el 1 de mayo de 2020. La mayor parte del contenido de Disney Channel Italia se ve actualmente en Disney+.

## Historia
El 3 de octubre de 1998, Disney Channel comenzó oficialmente a emitir en italiano en Telepiù. El canal utilizó el lema "Libera la tua Immaginazione". Entre los primeros programas en el canal se encontraban dibujos animados clásicos de Disney, como Timon & Pumbaa y Aladdin. También mostró películas clásicas de Disney y algunas Películas Originales de Disney Channel en "Il Fantastico Mondo Disney" cada noche a las 20.30. Una nueva película fue mostrada cada sábado en la misma ranura de tiempo. En enero de 1999, Disney Channel Italia lanzó su programa de presentación en vivo original: Disney Channel Live (más tarde llamado Live Zone). En este programa, organizado por Isabella Arrigoni y Massimiliano Ossini, los espectadores interactúan con los anfitriones y se unen a los juegos. Otros programas populares eran Live Zone - Música, Live Zone - Deporte, Live Zone - Da scoprire, Live Zone - Da ridere y Una stella per te.
El 15 de noviembre de 1999, Disney Channel Italia adoptó el nuevo logotipo de "Circles" e identificadores de Disney Channel UK (creado por GÉDÉON), manteniendo el lema "Free your Imagination".
En 2002, Disney Channel Italia lanzó dos nuevos programas: Quasi Gol y L'ora della magia.
El canal ha estado disponible desde el principio en Stream y Sky Italia e incluso después de sus fusiones.
El 31 de mayo de 2003, Disney Channel Italia adoptó el nuevo logotipo de American Disney Channel (diseñado por CA Square), junto con nuevos gráficos e identidades.
Live Zone terminó en septiembre de 2003; Fue reemplazado por Prime Time, dirigido por los anfitriones de Live Zone, Isabella Arrigoni y Massimiliano Ossini. Incluso los programas secundarios a Live Zone fueron reemplazados por otros más nuevos como Tok, Eta Beta y Skatenati. Se agregó otro programa, Scooter.
El 24 de diciembre de 2004, Disney introdujo Disney Channel +1, donde todos los programas regulares de Disney Channel se posponen una hora.
En 2006, casi todas las series en vivo fueron sacados del aire.
Prime Time obtuvo un descanso en septiembre de 2005, con un nuevo logotipo, nuevos gráficos generados por computadora, y Arrigoni fue el anfitrión de voz en off que presentó los programas.
En 2005, Disney Channel Italia lanzó una nueva serie llamada Quelli dell'intervallo, que llevó a las versiones similares en el Reino Unido, EE. UU., Australia y otros países bajo el título como los anillos de Bell. En 2006, Disney Channel Italia comenzó a emitir muchas series originales de Disney Channel Estados Unidos.
En febrero de 2007, Prime Time cambió su logotipo una vez más, y Patrizio Prata se convirtió en su nuevo anfitrión de voz en off, aunque el diseño de set y caricaturas seguía siendo el mismo. El 14 de mayo del mismo año, Prime Time terminó y Disney Channel Italia adoptó los gráficos "Cinta" de Disney Channel (EE. UU.).
El 1 de octubre de 2011, Disney Channel Italia adoptó el nuevo logotipo "Smartphone App" que fue introducido en los EE. UU. en 2010, y comenzó a transmitir en el área de relación de aspecto 16: 9 (repeticiones de algunas series todavía en el aire en la relación de aspecto 4:3).
Desde el 1 de febrero de 2012, Disney Channel Italia comenzó a emitir en HD.
A partir del 1 de octubre de 2016, el canal dejó de estar disponible en Mediaset Premium, pero permaneció exclusivamente en Sky Italia hasta su cierre el 1 de mayo de 2020.

## Otras versiones

### Disney Channel +1
El 24 de diciembre de 2004 fue lanzado el canal con difusión Timeshift Disney Channel +1, que transmite los programas de Disney Channel una hora más tarde. Está disponible en Sky Italia, el canal 614. Mientras que por otro lado las otras versiones están disponibles sólo en Sky Italia es decir, 2 de Disney Channel y Disney Channel HD que sólo está disponible para aquellos con Mi Sky HD y Sky HD.

### Disney Channel +2
El 1 de octubre de 2011, es lanzado Disney Channel +2, que transmite los programas de canal dos horas más tarde. Sólo está disponible en la plataforma Sky en Italia en el canal 615. Disney Channel +2 sólo está disponible en italiano, de hecho, es el único país que tiene la versión 2, Pero Cerro el 9 de abril de 2018

### Disney Channel HD
El 1 de febrero de 2012 nació la versión de alta definición de Disney Channel, por lo que es el primer canal de alta definición para los niños en Italia. Los programas no transmitidos en HD se someten a un proceso de ampliación de la escala. Sólo está disponible en la plataforma Sky Italia para los propietarios de un HD Sky Box al canal 613. El canal ofrece sólo en la versión de alta definición de los subtítulos (posible) en italiano y en Inglés.

## Películas
Además de la serie de televisión, la programación de Disney Channel ha distinguido siempre a los ricos catálogo de películas que tienen, tanto los producidos por Disney, en general, realizada en la pantalla grande, y tanto los producidos por Disney Channel, que vio la primera ejecución siempre en la pequeña pantalla. Hasta el año 2008, siempre ha sido responsable de Disney Channel para transmitir las grandes obras maestras firmado Disney primer televisor (por lo general en la noche del sábado en el bloque Il Fantastico Mondo Disney), entonces en vez de la asignación ha pasado en Toon Disney canales de películas de Sky Italia y. Con el cierre de Toon Disney que tuvo lugar el 1 de octubre de 2011, Disney Channel comenzó a retransmitir algún clásico de Disney reciente y no, aunque la mayoría de éstos se transmiten en el bloque Disney Cinemagic del canal Sky Movies Familia.

## Logotipos

Logo de Disney Channel usado desde el 7 de junio de 2014 hasta el 14 de mayo de 2017.
Logo de Disney Channel usado desde el 15 de mayo de 2017 hasta el 1 de mayo de 2020.